# Acrapex breviptera
Acrapex breviptera is een vlinder van de familie van de uilen (Noctuidae). De wetenschappelijke naam van deze soort is voor het eerst voorgesteld door Antonie Johannes Theodorus Janse in een publicatie uit 1939.

## Verspreiding
De soort komt voor in Zimbabwe en Zuid-Afrika.

## Waardplanten
De rups leeft op Cymbopogon dieterlenii en Cymbopogon pospischilii van de grassenfamilie (Poaceae).